# Laurens Geels

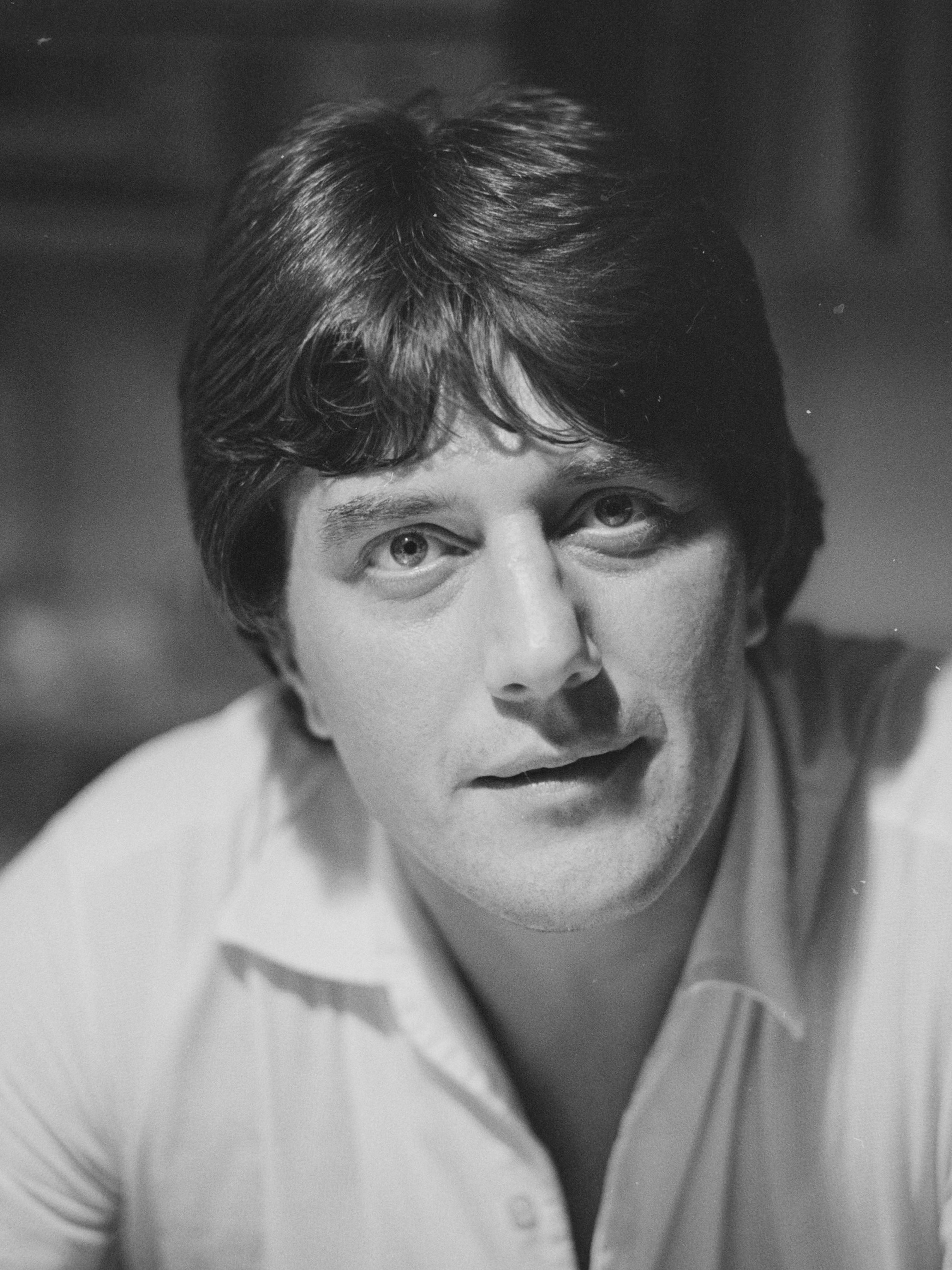
Laurens Geels (1980)

Laurens Geels (* 1. Januar 1947) ist ein niederländischer Filmproduzent.
1986, 1996 und 1997 wurde er mit dem Gouden Kalf auf dem Nederlands Film Festival ausgezeichnet.

## Leben und Wirken
1984 hatte er mit Dick Maas, in dessen Schatten er zeitlebens stand, die Filmproduktionsgesellschaft First Floor Features gegründet. 2004 ging die gemeinsame Gesellschaft in Konkurs; von der daraus resultierenden Verschuldung hat sich Geels im Gegensatz zu Maas bislang nicht befreit. Der Konkurs hatte auch einen Streit der Partner zur Folge, die nun nicht mehr zusammenarbeiten.
Geels ist der Stiefvater der Schauspielerinnen Sarah Geels und Anja Geels und der Schwiegervater von Victor Reinier. Er ist Vater von noch vier weiteren Töchtern.
2006 war die Familie in einen Skandal verwickelt, als die 42 und 39 Jahre alten Töchter ihren Vater des sexuellen Missbrauchs beschuldigten, die er zwischen deren zehntem und zwanzigstem Lebensjahr begangen haben soll. Sie beantragten eine einstweilige Verfügung, die ihm das Betreten bestimmter Bereiche an ihren Wohnorten in Amsterdam-Zuid untersagen sollte. Eine Strafanzeige wegen Missbrauchs war nicht möglich gewesen, da die behaupteten Taten nach niederländischem Recht verjährt wären. Die Töchter verloren indes das Verfahren für die einstweilige Verfügung.

## Filmografie (Auswahl)
- 1983: Fahrstuhl des Grauens (De Lift)
- 1986: Flodder – Eine Familie zum Knutschen (Flodder)
- 1988: Verfluchtes Amsterdam (Amsterdamned)
- 1992: Flodder – Eine Familie zum Knutschen in Manhattan (Flodder in Amerika!)
- 1995: Flodder Forever (Flodder 3)
- 1995: Lang lebe die Königin (Lang leve de Koningin)
- 1999: Do Not Disturb
- 2001: Down
- 2002: Tom & Thomas
- 2002: Valentin – Mutter gesucht (Valentin)
- 2003: Resistance